# إن جي سي 578 (مجرة)
NGC 578 هي مجرة في كوكبة قيطس.